# André (formație)
Andrè a fost o formație dance alcătuită din Andreea Bălan și Andreea Antonescu, înființată în 1998 în România. Au debutat cu albumul La întâlnire în 1999, câștigând trofeul festivalului de la Mamaia cu melodia „Liberă la mare” de pe al doilea album de studio, Noapte de vis. Cu toate că au fost mereu în atenția presei datorită versurilor sexuale și a hainelor sexy precum și a deselor scandaluri dintre componente, formația a primit în 2002 patru discuri de platină și unul de aur pentru cele 1.200.000 de exemplare ale albumelor vândute, fiind formația românească cu cele mai mari vânzări.

## Biografie
La sfârșitul anului, Andreea Bălan o cunoaște pe Andreea Antonescu la emisiunea pentru copii Ba da, Ba nu, luând astfel naștere proiectul Andrè, cu toate că Alexandru Antonescu, a fost reticent la început. Proiectul Andrè s-a dovedit a fi un succes național, având ocazional succes și în afara granițelor românești, target-ul lor de audiența fiind adolescenții. Compozițiile de pe albumul de debut, La întâlnire, au fost realizate în majoritate de Săndel Bălan, fiind inclusă și piesa "Un univers mai liniștit", redenumită aici "Iluzii", interpretată anterior de Andreea Bălan în cadrul concursului Eurovision. Acesta a fost lansat în luna mai a anului 1999 și s-a dovedit a fi un succes comercial, vânzându-se în peste 50.000 de exemplare până în luna septembrie a aceluiași an. Grupul s-a bucurat de o mare popularitate datorită stilului muzical simplu și melodiile ritmate. Pentru a promova albumul, au interpretat "La întâlnire", "Să ne distrăm" și "Nu mă uita" în cadrul unor emisiuni televizate, însă niciuna din piesele respective nu a beneficiat de un videoclip. Prima piesă s-a bucurat de popularitate la posturile de radio, în ciuda lipsei de sprijin din partea acestora acordată muzicienilor români de obicei.

Andrè în videoclipul pentru piesa "Lasă-mă papa la mare". Grupul a fost intens criticat pentru stilul vestimentar adoptat, alcătuit din fuste mini și decolteuri generoase, găsindu-și popularitate între adolescentele României totuși, fiind lansată și o linie vestimentară inspirată de hainele purtate de cele două membre. La momentul realizării videoclipului, Bălan era încă minoră, având 16 ani.

În vara anului 1999 apare piesa "Liberă la mare", un cântec semnătură al grupului. Piesa a fost interpretată cu mai multe ocazii, inclusiv la Festivalul de la Mamaia, unde a câștigat locul 1 la secțiunea "Șlagăre", devenind astfel cele mai tinere soliste care au câștigat trofeul. La sfârșitul aceluiași an, apare albumul Noapte de vis, pe care este inclus hitul, fiind promovată piesa "Noapte de vis (Moșule, ce tânăr ești)", de această dată cu un videoclip. "Noapte de vis" a fost numită pe locul 16 în clasamentul "Top 20 după '90", o ierarhie organizată de Kiss FM și revista Click, bazată pe voturile publicului, iar în 2008, "Liberă la mare" a fost clasată pe locul 29 în topul realizat de televiziunea U intitulat „Top 100 melodii care au rupt România în două”.. 
De pe al treilea album, Prima iubire (2000) au fost promovate: "Prima iubire" și "Lasă-mă papa la mare", ambele hituri de top 20 în România. "Lasă-mă papa la mare" a fost numită pe locul 19 în clasamentul "Top 20 după '90", o ierarhie organizată de Kiss FM și revista Click, bazată pe voturile publicului. Următorul album, Am să-mi fac de cap (2000), a fost promovat de asemenea de două cântece: "Am să-mi fac de cap" și "Flori de tei", ambele beneficiind de câte un videoclip, ultimul fiind la vremea respectivă cel mai scump videoclip realizat vreodată în România, având un buget de 12.000 de dolari americani, fiind și primul filmat pe peliculă.
La începutul anului 2001 primesc din partea revistei Bravo distincția "Cea mai bună trupă pentru adolescenți" și sunt numite "prințesele muzicii dance", despărțindu-se însă la scurt timp din cauza neînțelegerilor cu Antonescu. Bălan își continuă cariera, formând un duo cu Alina Sorescu. Deși au avut o serie de apariții televizate, proiectul a eșuat înainte de lansarea unui album sau al unui videoclip, după numai șase luni. În același timp apare pe piață albumul greatest hits, Andrè - Best Of.
Formația se reunește după decesul tatălui Andreei Antonescu, ultima sa dorință fiind aceasta. Duo-ul lansează un album, O noapte și-o zi și un single cu același nume, promovat de un videoclip, însă se despart din nou, în special Bălan negând orice șansă de a exista o împăcare profesională între cele două, considerând posibil doar un duet. Succesul grupului este considerat ca fiind cel mai mare din istoria muzicii românești.
De-a lungul carierei alături de Antonescu, cele două au fost intens criticate pentru imaginea promovată și stilul vestimentar. Cele două au avut o influență foarte mare asupra tinerelor, lansând moda platformelor, denumite generic "șenile", a codițelor, a fustelor mini și a sânilor evidențiați cu sutiene push-up. Această modă a fost intens criticată din cauza faptului că adolescentele se simțeau influențate de imaginea lor. Grupul a fost de asemenea constant în atenția ziarelor de scandal, care publicau zvonuri conform cele două nu se înțelegeau, că doar partea financiară le leagă și că se bat în culise, lucruri dezmințite de cele două interprete, care susțin că certurile au apărut de fapt, chiar din cauza articolelor respective.
Pe 2 iulie 2019, după 17 ani de pauză, formația André s-a reunit. Prima lor piesă după reuniune, intitulată „Reset la inimă”, a fost lansată pe data de 9 iulie. Ulterior, formația mai lansează piesa „Nostalgii” (30 noiembrie 2020), respectiv un remake al piesei „Moșule ce tânăr ești”, în colaborare cu Iuliana Beregoi (6 decembrie 2021).
În anul 2024, formația André s-a destrămat, din nou. Decizia a fost luată de comun acord, după finalizarea emisiunii „America Express”, în cadrul căreia au participat cele două membre ale formației.

## Discografie

### La întâlnire (1999)
1. "Să ne distrăm"
2. "La întâlnire"
3. "Fac ce vreau"
4. "Metroul de noapte"
5. "Rezemat de gard"
6. "Nu mă uita"
7. "Iluzii"
8. "Spune-mi"
9. "DJ Phantom Spray Colorant"
10. "André (outro)"

### Noapte de vis (1999)
1. "Caravanele"
2. "Nu mă uita" (Mambo mix)
3. "Liberă la mare"
4. "E iarnă iar"
5. "Noapte de vis"

### Integral (Distribuit doar împreună cu revista Unica) (2000)
1. "Liberă la mare" (3:26)
2. "Să ne distrăm" (3:31)
3. "Noapte de vis" (3:49)
4. "Rezemat de gard" (3:37)
5. "Nu mă uita" (3:52)
6. "La întâlnire" (3:43)
7. "Metroul de noapte" (4:43)
8. "Caravanele" (3:46)
9. "Spune-mi" (3:39)
10. "Iluzii" (3:40)

### Prima iubire (2000)
1. "Prima iubire" (3:50)
2. "Lasă-mă papa la mare" (3:54)
3. "Kazacioc" (3:36)
4. "Prima iubire" (karaoke) (3:50)
5. "Spune-mi" (remix) (3:10)
6. "Prima iubire" (remix) (3:36)
7. "Andre hit mix" (colaj) (6:15)

### Am să-mi fac de cap (2000)
1. "Flori de tei" (3:52)
2. "Am să-mi fac de cap" (3:47)
3. "Sună-mă" (3:49)
4. "The Caravanes" (3:44)
5. "E vremea mea" (3:41)
6. "E iarnă" (3:45)
7. "Flori de tei" (karaoke) (3:52)
8. "Outro" (4:39)

### O noapte și-o zi (2001)
1. "O noapte și-o zi" (3:31)
2. "Ia-mă în brațe" (3:28)
3. "Nu mă iubi" (3:15)
4. "Dă-mi iubirea" (3:24)
5. "Mi-ai jurat" (3:35)
6. "Mi-ai jurat" (negativ) (3:35)
7. "Nu te voi ierta" (3:39)
8. "Nu mai sta" (3:12)

### O noapte și-o zi (Relansat - conține un nou single) (2001)
1. "Moșul pe internet" (3:54)
2. "O noapte și-o zi" (3:31)
3. "Dă-mi iubirea" (3:24)
4. "Nu te voi ierta" (3:39)
5. "Mi-ai jurat" (3:35)
6. "Nu mă iubi" (3:15)
7. "Ia-mă în brațe" (3:28)
8. "Mi-ai jurat" (negativ) (3:35)
9. "Nu mai sta" (3:12)
10. "Moșul pe internet" feat. Giglio (3:54)

### The best of Andre (2001)
1. "Noapte de vis" (3.30)
2. "Liberă la mare" (3:30)
3. "Flori de tei" (3:59)
4. "Caravanele" (3:51)
5. "E vremea mea" (3:46)
6. "Lasă-mă papa la mare" (3:45)
7. "Prima iubire" (3:52)
8. "Fac ce vreau" (3:29)
9. "La întâlnire" (3:46)
10. "Nu mă uita" (3:56)
11. "Să ne distrăm" (3:36)
12. "Sună-mă" (3:54)
13. "Metroul de noapte" (3:11)
14. "Nu mai sta" (3:18)

### Alte melodii (Revenire - 2019)
1. "Reset la inimă" (3:56)
2. "Nostalgii" (3:37)
3. "Moșule ce tânăr ești" (feat. Iuliana Beregoi) (3:14)